# Басс-Фукс, Николь
Николь Басс-Фукс (англ. Nicole Bass-Fuchs; 26 октября 1964, Миддл Виллэдж, Нью-Йорк, США — 17 февраля 2017), Нью-Йорк, США более известная как Николь Басс — американская спортсменка (бодибилдинг, реслинг).

## Биография
Начала заниматься бодибилдингом в конце 1980-х гг.
В 1997 году победила в Национальном чемпионате по бодибилдингу Национального физкультурного комитета США (National Physique Committee of the USA).
Считается[кем?] самой мощной женщиной-бодибилдером в мире.
С 1998 года профессионально занимается реслингом. Входила во Всемирную федерацию рестлинга, однако в 2003 году покинула её, обвинив рестлера Стива Ломбарди в сексуальных преследованиях (позже обвинения в суде не подтвердились).
В последнее время занималась реслингом, не входя при этом в какие-либо профессиональные ассоциации. Работала также в качестве персонального тренера.
В 2006 году была госпитализирована в больницу с подозрениями на панкреатит, вызванный употреблением стероидов.
Скончалась в результате сердечного приступа (такая же причина смерти была и у её мужа, Боба Фукса, умершего в мае 2013 года).

## Силовые показатели
- Жим лёжа: 143×3 повторения
- Приседания: 184×2 повторения
- Жим ногами: 545×1 повторение
- Становая тяга: 184×1 повторение
- Подъём штанги на бицепс: 84×1 повторение
- Жим штанги стоя: 102

## Коронные приёмы в реслинге
- Чокслэм[англ.].
- Пауэрбомб.
- Пресс гориллы[англ.].
- Медвежье объятие[англ.].
- Шейные ножницы[англ.].

## Карьера в кино
Николь Басс в 1997—2000 гг. снялась в семи кинофильмах, в основном, в ролях доминирующей женщины.

## Криминальные происшествия
В 2000 году Николь подвергалась судебному преследованию за то, что укусила за палец полицейского, который пытался прекратить возникшую уличную потасовку между Басс и прохожим.
В 2005 году рестлерша была помещена в психиатрическую больницу после того, как в состоянии алкогольного опьянения начала избивать своего мужа; он, не имея возможности прекратить избиение, был вынужден вызвать наряд полиции.
В 2015 году Басс арестовывалась за попытку кражи товаров из магазина на сумму свыше 1200 долларов США.